# Afrodito

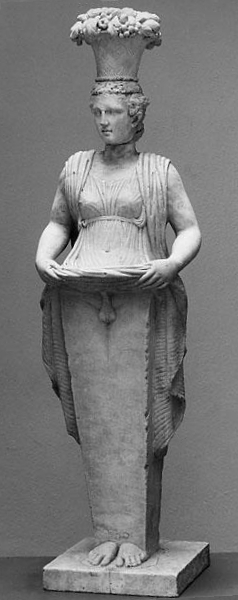
Herma de Afrodito, Museo Nacional de Estocolmo.

El culto de Afrodito (en griego antiguo Ἀφρόδιτος), al lado de Afrodita, aparece el Afrodito chipriota, una verdadera Afrodita masculina. De Chipre, el culto de Afrodito se propagó por el Asia Menor, en Panfilia, quizás en Lidia y en Caria.
«Cuando el poeta, con mucho acierto, había dicho guiado por el dios, no por la diosa. De hecho, también en Calvo, según sostiene Ateriano, hay que leer: “y Venus, poderoso dios” no diosa. Existe además, en Chipre, una estatua de Venus con barbas, cuerpo y atuendo de mujer, con un cetro y con la estatura de un hombre; y se piensa que es macho y hembra al mismo tiempo. Aristófanes la llama Afrodito, en masculino. También Levio dice así: “adorando, pues, a la nutricia Venus, sea macho o hembra, tal como es la nutricia Noctíluca”».